# Stenopola boliviana
Stenopola boliviana är en insektsart som först beskrevs av Rehn, J.A.G. 1913.  Stenopola boliviana ingår i släktet Stenopola och familjen gräshoppor. Inga underarter finns listade i Catalogue of Life.